# ローズ・ヒル (マンハッタン)
座標: 北緯40度44分31秒 西経73度58分59秒 / 北緯40.742度 西経73.983度

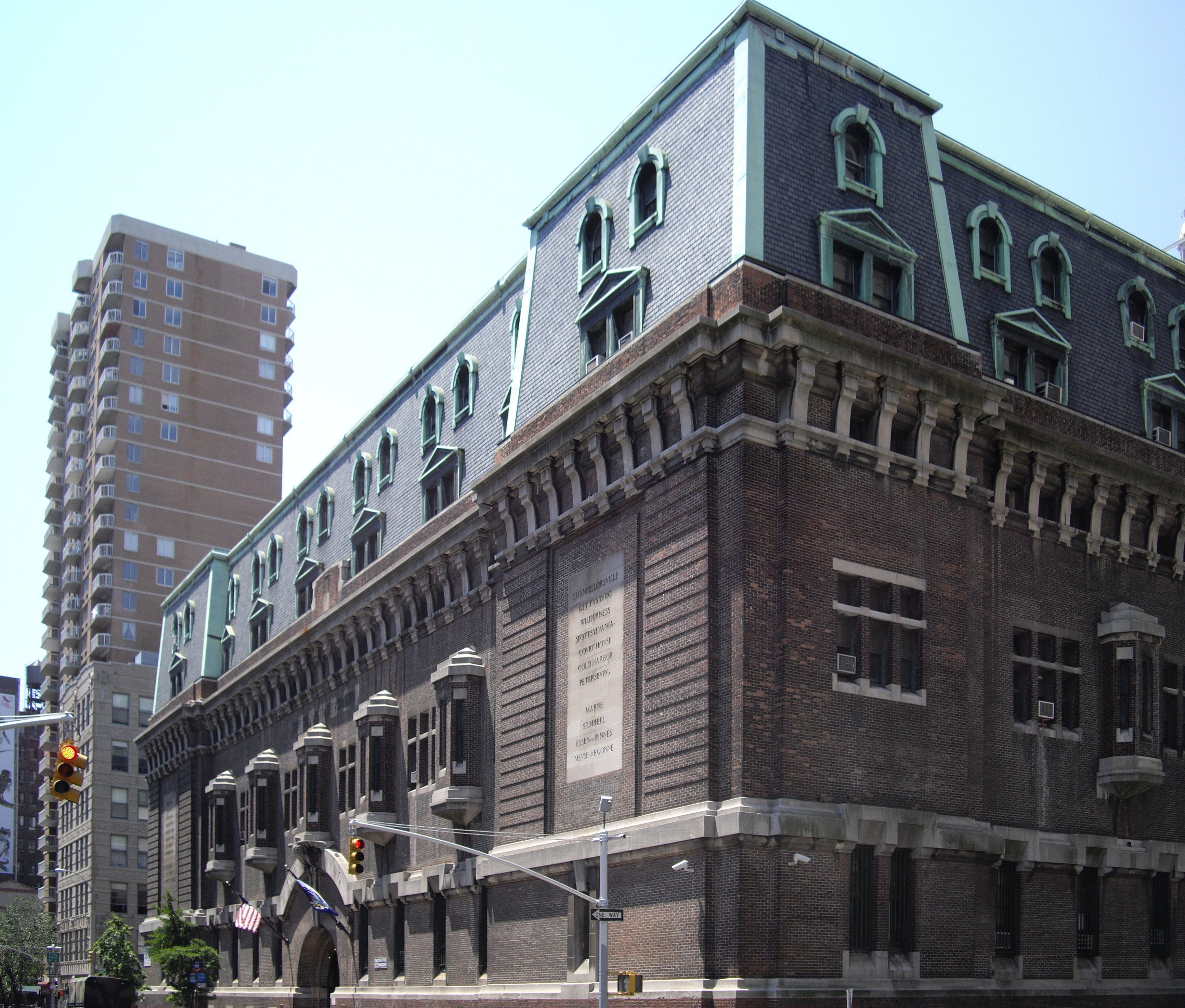
レキシントン・アベニュー沿い25丁目と26丁目の間に建つ69連隊武器庫

ローズ・ヒル (Rose Hill) は、ニューヨーク市マンハッタン区の地区である。この地区は、北にマーリー・ヒル、南にグラマシー、東にキップス・ベイ、南西にフラットアイアン・ディストリクト (en) そして北西にノマド (en) と隣接する。ローズ・ヒルの名前は主に18世紀と19世紀に使われていたが、21世紀にはあまり使用されることがなくなっている。このため、現在ではノマドの一部であると認識されることもある。この地区は、マンハッタン・コミュニティ・ボードの5と6にまたがっている。

## 歴史

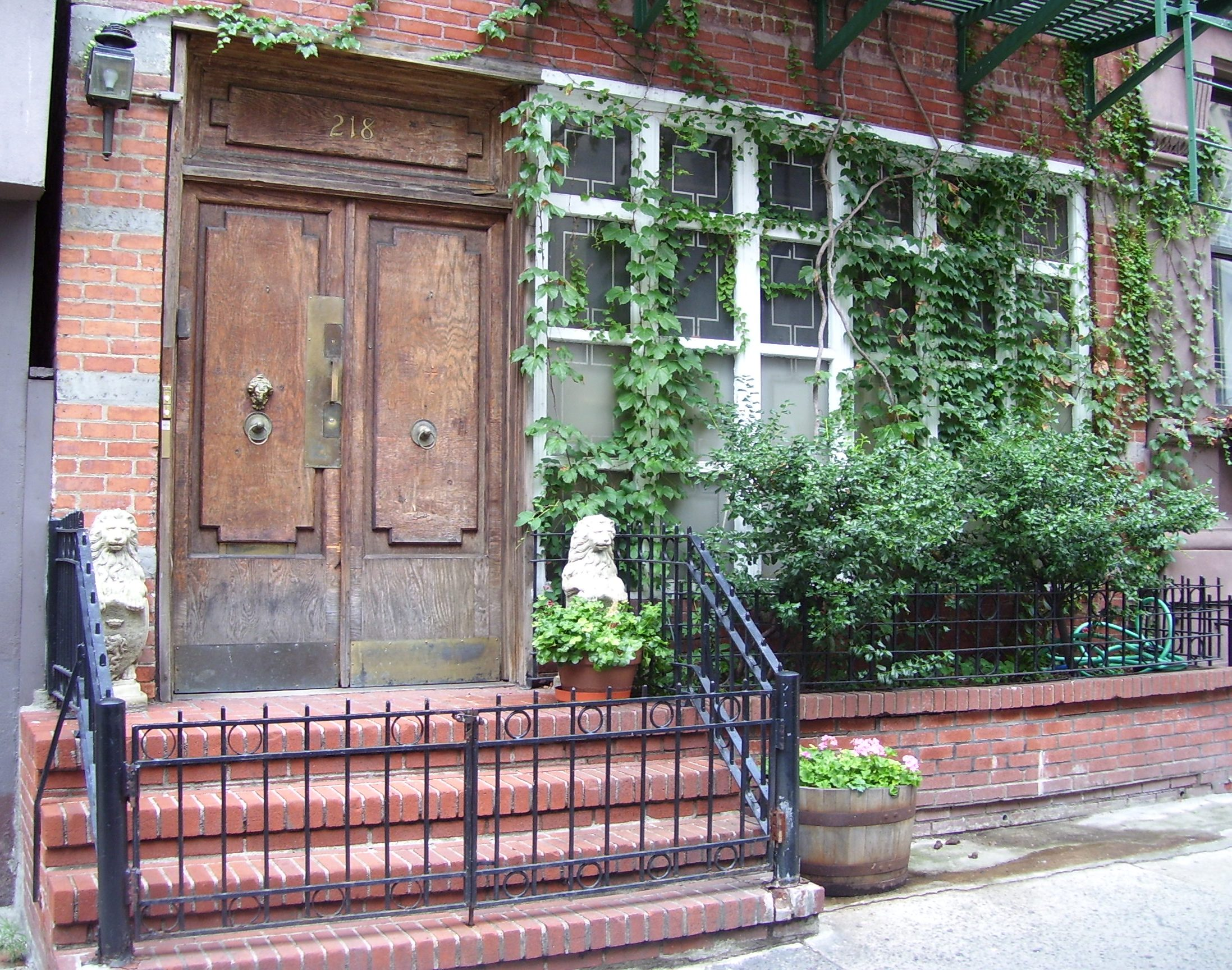
218 東25丁目

ローズ・ヒルの名前は、1747年11月にニューヨーク植民地議会の議員であったHon. John Watts (1715–1789) がジェームズ・デランシー (en) から買い取った農園に付けられた。これはイースト川からおおよそ現在のパーク・アベニューと21丁目から30丁目の間に広がる130エーカー (0.53 km2)の土地であった。彼の父、Robert Wattsはエディンバラ近郊の"Rose Hill"出身であったため、農園の名はこれを記念して付けられた。1775年に、この農園は息子のJohn Watts (1749—1836)に相続された。
この農園内の母屋はアメリカ独立戦争中の1779年にイギリス軍によって焼き払われた。また、ローズ・ヒル農園の一部は1780年代に売却された。1786年、Nicholas Crugerは"144ポンド"でこの農園の北一帯（現在の29丁目から30丁目と2番街から3番街のあたり）の不動産を買い取った。1790年、ローズ・ヒル農園のすべての資産が売りに出された。
1811年委員会計画によって、この一帯にも碁盤目状の街路を整備することが決定され、この土地は分割された。
1831年、かつてのローズ・ヒル農園の南西の区画にはグラマシー・パークが建設された。

## ランドマーク
- ニューヨーク市立大学バルーク・カレッジ
- スクール・オブ・ビジュアル・アーツ

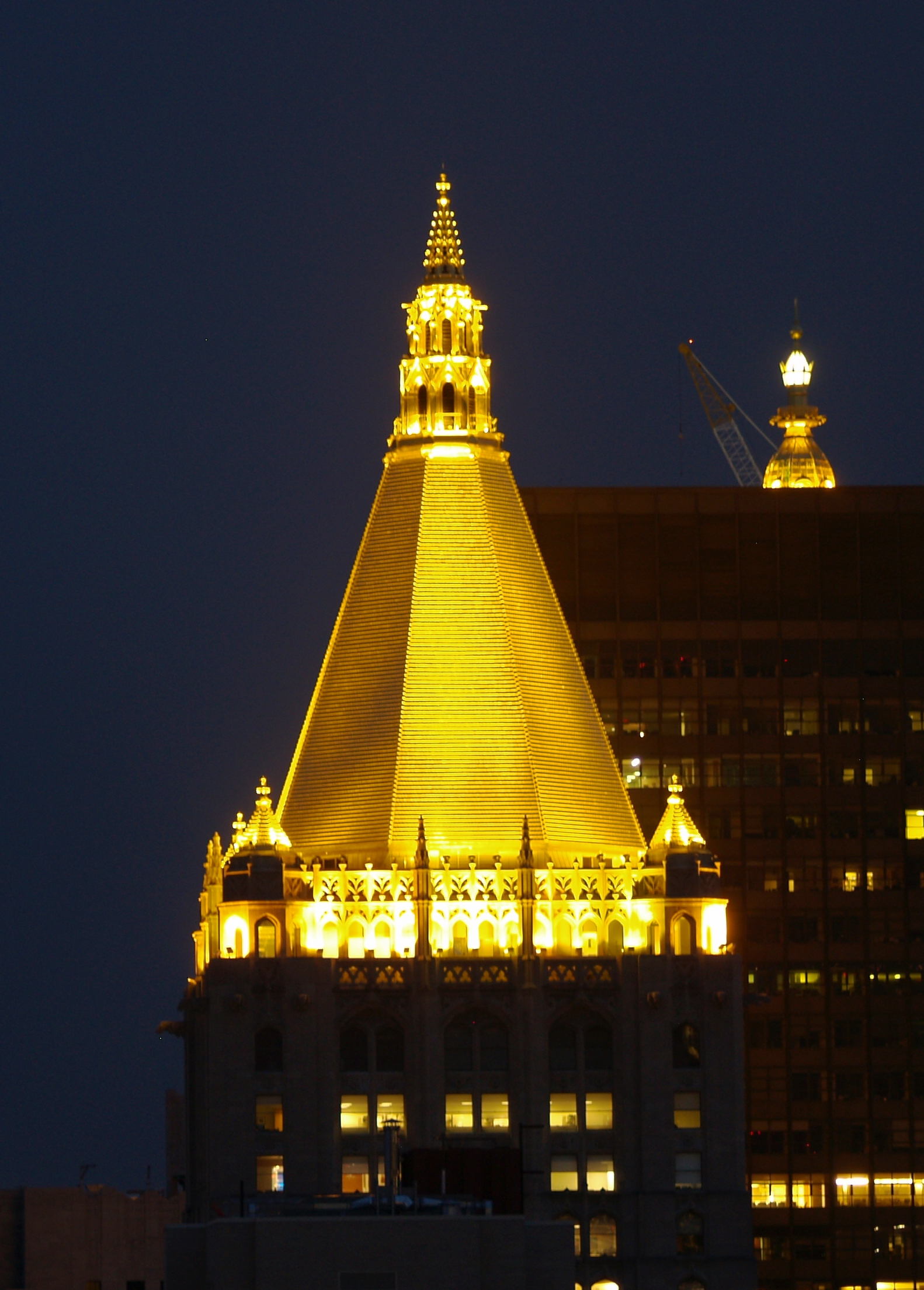
金色に光るニューヨークライフビルの夜景

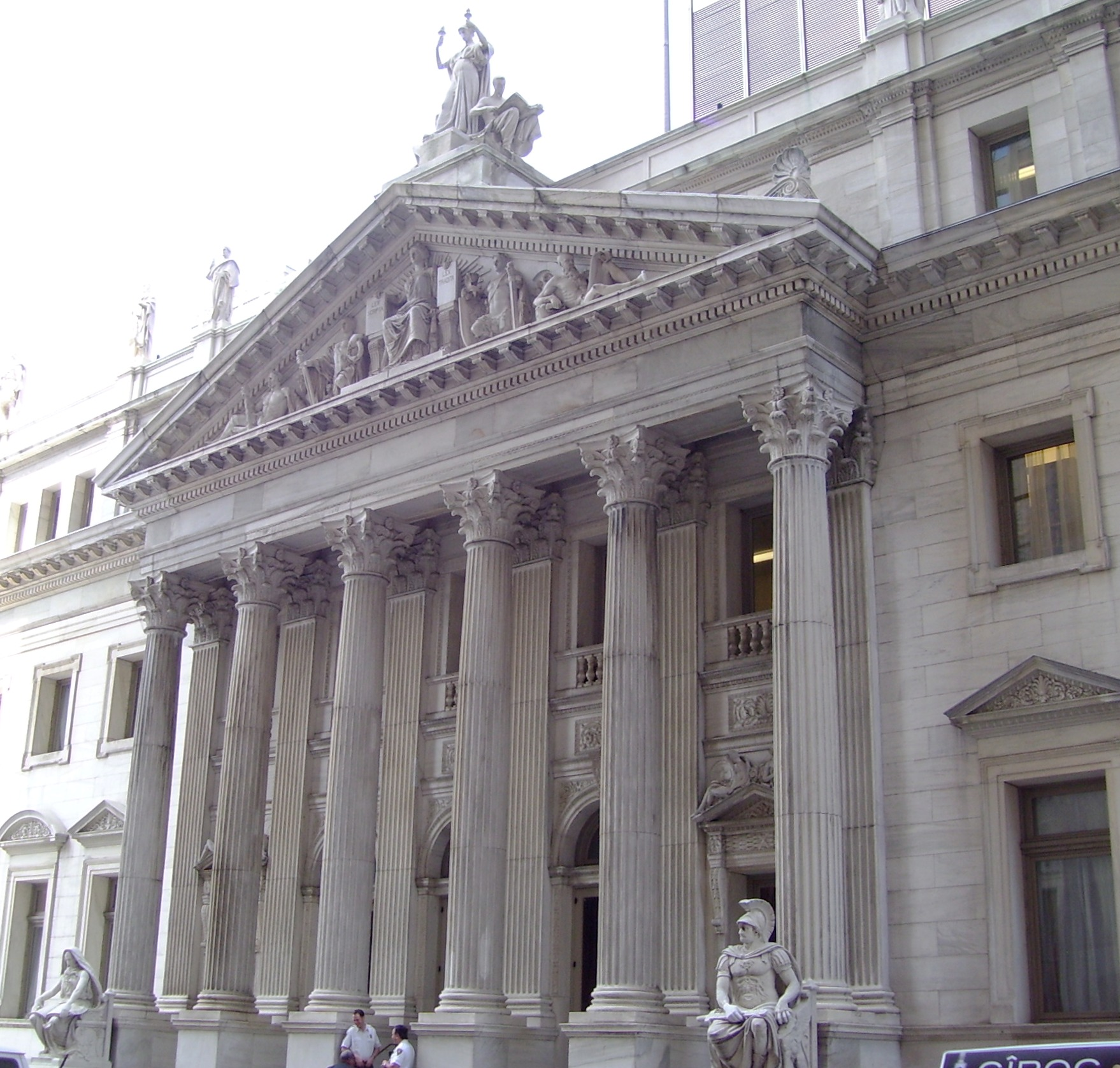
ニューヨーク州上訴裁判所庁舎

- ニューヨーク大学歯学部 (en) のキャンパス
- マディソン・スクエア・パーク
- 初代マディソン・スクエア・ガーデン（1879-1890年）
- 二代目マディソン・スクエア・ガーデン（1890-1926年）
- メトロポリタン生命保険会社タワー
- ニューヨークライフビル
- ニューヨーク州上訴裁判所庁舎
- マディソン・スクエア・ノース歴史地区 (en)（一部はノマド地区）

## カリー・ヒル
レキシントン・アベニュー沿いの25丁目から30丁目の間は、多くのインディアン・レストランやスパイス・ショップが並ぶため、カリー・ヒル (Curry Hill) と呼ばれている

## 交通
ニューヨーク市地下鉄
ブロードウェイ沿いにはBMTブロードウェイ線23丁目駅 (en) および28丁目駅 (en)（N Q R W 系統の列車）が、パーク・アベニュー・サウス沿いにはIRTレキシントン・アベニュー線23丁目駅 (en) および28丁目駅（4 6 <6> 系統の列車）が位置している。
ニューヨーク市バス
パーク・アベニューとマディソン・アベニュー沿いに北行きのM1, M2, M3路線が、5番街沿いに南行きのM5路線が走っている。また、3番街とレキシントン・アベニュー沿いには北および南行きM101, M102, M103路線が、1番街と2番街沿いには北および南行きのM15, M15 SBS路線が走っている。23丁目沿いにはクロスタウン・トラフィックM23路線が走っている。